# Ковыль незаметный
Ковы́ль незаме́тный, или Ковыль ди́вный (лат. Stīpa adōxa) — многолетнее травянистое растение; вид рода Ковыль (Stipa) семейства Злаки (Poaceae). Включён в Красную книгу Украины.

## Ареал и среда обитания
Узкоареальный эндемик бассейна Среднего Дона и Северского Донца. Относится к очень немногочисленной группе «парадоксальных» ковылей, распространённых преимущественно в странах Восточного Средиземноморья.
Произрастает в бедных разнотравно-типчаково-ковыльных и петрофитных степях, по склонам меловых обнажений.

## Описание
Многолетнее растение. Плотнодерновинное. Высота стебля от 18 до 22 см, дважды коленчато-согнут, внизу по бороздкам опушённая и спиралеобразно закрученная, в верхней части покрыта густыми волосками длиной до 2 мм, с узкими шероховатыми и вдоль сложенными листьями.
Листовые влагалища в основании побегов соломенно-жёлтые. Нижние цветковые чешуи, заключающие зерновки, голые, лишь у основания с коронкой волосков и с 2 узкими полосками волосков, доходящих до её края. Ость 18—22 см длиной.
Размножение только семенное. Формирует зрелые зерновки лишь в благоприятные для цветения годы.

## Охрана
Включен в Красную книгу Украины, а также в Красную книгу Волгоградской области России и Донецкой области Украины.